# Wrightia pubescens
Wrightia pubescens är en oleanderväxtart. Wrightia pubescens ingår i släktet Wrightia och familjen oleanderväxter.

## Underarter
Arten delas in i följande underarter:
- W. p. laniti
- W. p. penicillata
- W. p. pubescens